# Lista de prêmios e indicações recebidos por Avenida Brasil
Avenida Brasil é uma telenovela brasileira exibida pela TV Globo de 26 de março a 19 de outubro de 2012.
A trama recebeu 118 indicações e ganhou 41 prêmios, entre eles Emmy Internacional, Troféu Imprensa, Melhores do Ano, Prêmio Contigo! de TV, Troféu APCA, Meus Prêmios Nick entre outros. Os mais premiados foram o autor João Emanuel Carneiro e os atores Adriana Esteves, Murilo Benício, Mel Maia e Ísis Valverde.

## Prêmios fisícos

### Emmy Internacional
O Prêmio Emmy Internacional é concedido pela Academia Internacional das Artes & Ciências Televisivas a programas televisivos fora dos Estados Unidos. A trama recebeu uma indicação.
| Ano  | Data da premiação      | Categoria     | Indicado              | Resultado | Ref.  |
| ---- | ---------------------- | ------------- | --------------------- | --------- | ----- |
| 2013 | 25 de novembro de 2013 | Melhor Novela | João Emanuel Carneiro | Indicado  | [ 1 ] |

### Melhores do Ano
O Melhores do Ano é uma premiação realizada anualmente pelo programa de televisão brasileiro Domingão do Faustão, da Rede Globo, em que o público vota em três artistas que mais se destacaram durante o ano na televisão, na música e no esporte. Os artistas são previamente escolhidos pelos funcionários da Rede Globo e os três melhores vão para a votação do público. A novela recebeu 17 indicações, ganhando em 5, incluindo Melhor Atriz e Melhor Ator.
| Ano  | Data da premiação   | Categoria                | Indicado             | Resultado | Ref.  |
| ---- | ------------------- | ------------------------ | -------------------- | --------- | ----- |
| 2012 | 03 de março de 2013 | Melhor Atriz             | Adriana Esteves      | Venceu    | [ 2 ] |
| 2012 | 03 de março de 2013 | Melhor Atriz             | Debora Falabella     | Indicado  | [ 2 ] |
| 2012 | 03 de março de 2013 | Melhor Ator              | Cauã Reymond         | Indicado  | [ 2 ] |
| 2012 | 03 de março de 2013 | Melhor Ator              | Marcello Novaes      | Indicado  | [ 2 ] |
| 2012 | 03 de março de 2013 | Melhor Ator              | Murilo Benício       | Venceu    | [ 2 ] |
| 2012 | 03 de março de 2013 | Melhor Ator Coadjuvante  | José de Abreu        | Indicado  | [ 2 ] |
| 2012 | 03 de março de 2013 | Melhor Ator Coadjuvante  | Juliano Cazarré      | Venceu    | [ 2 ] |
| 2012 | 03 de março de 2013 | Melhor Ator Coadjuvante  | Marcos Caruso        | Indicado  | [ 2 ] |
| 2012 | 03 de março de 2013 | Melhor Atriz Coadjuvante | Isis Valverde        | Venceu    | [ 2 ] |
| 2012 | 03 de março de 2013 | Melhor Atriz Coadjuvante | Eliane Giardini      | Indicado  | [ 2 ] |
| 2012 | 03 de março de 2013 | Melhor Atriz Coadjuvante | Vera Holtz           | Indicado  | [ 2 ] |
| 2012 | 03 de março de 2013 | Melhor Atriz Revelação   | Cacau Protásio       | Indicado  | [ 2 ] |
| 2012 | 03 de março de 2013 | Melhor Atriz Revelação   | Débora Nascimento    | Indicado  | [ 2 ] |
| 2012 | 03 de março de 2013 | Melhor Ator Revelação    | Daniel Rocha Azevedo | Indicado  | [ 2 ] |
| 2012 | 03 de março de 2013 | Melhor Ator Revelação    | José Loreto          | Indicado  | [ 2 ] |
| 2012 | 03 de março de 2013 | Melhor Atriz/Ator Mirim  | Ana Karolina Lannes  | Indicado  | [ 2 ] |
| 2012 | 03 de março de 2013 | Melhor Atriz/Ator Mirim  | Mel Maia             | Venceu    | [ 2 ] |

### Meus Prêmios Nick
O Meus Prêmios Nick é a versão brasileira do Kids' Choice Awards do canal americano Nickelodeon, o maior prêmio infantil da TV mundial. A trama recebeu 3 indicações e ganhou 1 prêmio, em Ator Favorito para Cauã Reymond.
| Ano  | Data da premiação     | Categoria      | Indicado         | Resultado | Ref.  |
| ---- | --------------------- | -------------- | ---------------- | --------- | ----- |
| 2012 | 18 de outubro de 2012 | Ator Favorito  | Cauã Reymond     | Venceu    | [ 3 ] |
| 2012 | 18 de outubro de 2012 | Ator Favorito  | José Loreto      | Indicado  | [ 3 ] |
| 2012 | 18 de outubro de 2012 | Atriz Favorita | Débora Falabella | Indicado  | [ 3 ] |

### Prêmio Extra de Televisão
O Prêmio Extra de Televisão é entregue anualmente pela revista carioca Extra, premiando os melhores da televisão. A novela recebeu 26 indicações e ganhou 6 prêmios, incluindo Melhor Novela e Atriz.
| Ano  | Data da premiação      | Categoria                | Indicado                                            | Resultado | Ref.  |
| ---- | ---------------------- | ------------------------ | --------------------------------------------------- | --------- | ----- |
| 2012 | 27 de novembro de 2012 | Melhor Novela            | João Emanuel Carneiro                               | Venceu    | [ 4 ] |
| 2012 | 27 de novembro de 2012 | Melhor Atriz             | Adriana Esteves                                     | Venceu    | [ 4 ] |
| 2012 | 27 de novembro de 2012 | Melhor Atriz             | Débora Falabella                                    | Indicado  | [ 4 ] |
| 2012 | 27 de novembro de 2012 | Melhor Ator              | Cauã Reymond                                        | Indicado  | [ 4 ] |
| 2012 | 27 de novembro de 2012 | Melhor Ator              | Marcello Novaes                                     | Indicado  | [ 4 ] |
| 2012 | 27 de novembro de 2012 | Melhor Ator              | Murilo Benício                                      | Indicado  | [ 4 ] |
| 2012 | 27 de novembro de 2012 | Melhor Atriz Coadjuvante | Eliane Giardini                                     | Indicado  | [ 4 ] |
| 2012 | 27 de novembro de 2012 | Melhor Atriz Coadjuvante | Heloísa Perissé                                     | Indicado  | [ 4 ] |
| 2012 | 27 de novembro de 2012 | Melhor Atriz Coadjuvante | Ísis Valverde                                       | Venceu    | [ 4 ] |
| 2012 | 27 de novembro de 2012 | Melhor Atriz Coadjuvante | Leticia Isnard                                      | Indicado  | [ 4 ] |
| 2012 | 27 de novembro de 2012 | Melhor Atriz Coadjuvante | Vera Holtz                                          | Indicado  | [ 4 ] |
| 2012 | 27 de novembro de 2012 | Melhor Ator Coadjuvante  | Alexandre Borges                                    | Indicado  | [ 4 ] |
| 2012 | 27 de novembro de 2012 | Melhor Ator Coadjuvante  | Juliano Cazarré                                     | Indicado  | [ 4 ] |
| 2012 | 27 de novembro de 2012 | Melhor Ator Coadjuvante  | Marcos Caruso                                       | Indicado  | [ 4 ] |
| 2012 | 27 de novembro de 2012 | Melhor Ator Coadjuvante  | José de Abreu                                       | Venceu    | [ 4 ] |
| 2012 | 27 de novembro de 2012 | Revelação Infantil       | Ana Karolina Lannes                                 | Indicado  | [ 4 ] |
| 2012 | 27 de novembro de 2012 | Revelação Infantil       | Mel Maia                                            | Venceu    | [ 4 ] |
| 2012 | 27 de novembro de 2012 | Revelação                | Bruno Gissoni                                       | Indicado  | [ 4 ] |
| 2012 | 27 de novembro de 2012 | Revelação                | Cacau Protásio                                      | Venceu    | [ 4 ] |
| 2012 | 27 de novembro de 2012 | Revelação                | Daniel Rocha Azevedo                                | Indicado  | [ 4 ] |
| 2012 | 27 de novembro de 2012 | Revelação                | José Loreto                                         | Indicado  | [ 4 ] |
| 2012 | 27 de novembro de 2012 | Melhor Tema Musical      | "Correndo Atrás de Mim" - (Aviões do Forró)         | Indicado  | [ 4 ] |
| 2012 | 27 de novembro de 2012 | Melhor Tema Musical      | "Assim Mata o Papai" - (Sorriso Maroto)             | Indicado  | [ 4 ] |
| 2012 | 27 de novembro de 2012 | Melhor Tema Musical      | "Vem Dançar com Tudo" - (Robson Moura e Lino Krizz) | Indicado  | [ 4 ] |
| 2012 | 27 de novembro de 2012 | Melhor Tema Musical      | "Depois" - (Marisa Monte)                           | Indicado  | [ 4 ] |
| 2012 | 27 de novembro de 2012 | Melhor Figurino          | Marie Salles                                        | Indicado  | [ 4 ] |

### Prêmio Quem de Televisão
O Prêmio Quem de Televisão é realizado anualmente pela revista Quem, premiando os melhores do ano da televisão, cinema, teatro e música. A trama recebeu 20 indicações e ganhou 4 prêmios.
| Ano  | Data da premiação   | Categoria                | Indicado              | Resultado | Ref.  |
| ---- | ------------------- | ------------------------ | --------------------- | --------- | ----- |
| 2012 | 19 de março de 2013 | Melhor Ator              | Murilo Benício        | Indicado  | [ 5 ] |
| 2012 | 19 de março de 2013 | Melhor Atriz             | Adriana Esteves       | Venceu    | [ 5 ] |
| 2012 | 19 de março de 2013 | Melhor Atriz             | Débora Falabella      | Indicado  | [ 5 ] |
| 2012 | 19 de março de 2013 | Melhor Ator Coadjuvante  | Alexandre Borges      | Indicado  | [ 5 ] |
| 2012 | 19 de março de 2013 | Melhor Ator Coadjuvante  | José de Abreu         | Indicado  | [ 5 ] |
| 2012 | 19 de março de 2013 | Melhor Ator Coadjuvante  | Juliano Cazarré       | Venceu    | [ 5 ] |
| 2012 | 19 de março de 2013 | Melhor Ator Coadjuvante  | Marcello Novaes       | Indicado  | [ 5 ] |
| 2012 | 19 de março de 2013 | Melhor Ator Coadjuvante  | Marcos Caruso         | Indicado  | [ 5 ] |
| 2012 | 19 de março de 2013 | Melhor Ator Coadjuvante  | Otávio Augusto        | Indicado  | [ 5 ] |
| 2012 | 19 de março de 2013 | Melhor Atriz Coadjuvante | Eliane Giardini       | Indicado  | [ 5 ] |
| 2012 | 19 de março de 2013 | Melhor Atriz Coadjuvante | Cláudia Missura       | Indicado  | [ 5 ] |
| 2012 | 19 de março de 2013 | Melhor Atriz Coadjuvante | Ísis Valverde         | Indicado  | [ 5 ] |
| 2012 | 19 de março de 2013 | Melhor Atriz Coadjuvante | Débora Bloch          | Indicado  | [ 5 ] |
| 2012 | 19 de março de 2013 | Melhor Atriz Coadjuvante | Vera Holtz            | Indicado  | [ 5 ] |
| 2012 | 19 de março de 2013 | Revelação                | Cacau Protásio        | Indicado  | [ 5 ] |
| 2012 | 19 de março de 2013 | Revelação                | Daniel Rocha Azevedo  | Venceu    | [ 5 ] |
| 2012 | 19 de março de 2013 | Revelação                | José Loreto           | Indicado  | [ 5 ] |
| 2012 | 19 de março de 2013 | Revelação                | Letícia Isnard        | Indicado  | [ 5 ] |
| 2012 | 19 de março de 2013 | Revelação                | Mel Maia              | Indicado  | [ 5 ] |
| 2012 | 19 de março de 2013 | Melhor Autor             | João Emanuel Carneiro | Venceu    | [ 5 ] |

### Prêmio Contigo! de TV
O Prêmio Contigo! de TV é realizado anualmente desde 1996 pela Revista Contigo, premiando os melhores da teledramaturgia brasileira. A novela recebeu 17 indicações e ganhou 7 prêmios, entre eles Melhor Novela, Atriz e Ator.
| Ano  | Data da premiação  | Categoria                | Indicado                                                 | Resultado | Ref.  |
| ---- | ------------------ | ------------------------ | -------------------------------------------------------- | --------- | ----- |
| 2013 | 13 de maio de 2013 | Melhor Novela            | João Emanuel Carneiro                                    | Venceu    | [ 6 ] |
| 2013 | 13 de maio de 2013 | Melhor Atriz de Novela   | Adriana Esteves                                          | Venceu    | [ 6 ] |
| 2013 | 13 de maio de 2013 | Melhor Atriz de Novela   | Débora Falabella                                         | Indicado  | [ 6 ] |
| 2013 | 13 de maio de 2013 | Melhor Ator de Novela    | Cauã Reymond                                             | Indicado  | [ 6 ] |
| 2013 | 13 de maio de 2013 | Melhor Ator de Novela    | Murilo Benício                                           | Venceu    | [ 6 ] |
| 2013 | 13 de maio de 2013 | Melhor Ator Coadjuvante  | José de Abreu                                            | Venceu    | [ 6 ] |
| 2013 | 13 de maio de 2013 | Melhor Ator Coadjuvante  | Juliano Cazarré                                          | Indicado  | [ 6 ] |
| 2013 | 13 de maio de 2013 | Melhor Ator Coadjuvante  | Marcos Caruso                                            | Indicado  | [ 6 ] |
| 2013 | 13 de maio de 2013 | Melhor Atriz Coadjuvante | Débora Nascimento                                        | Indicado  | [ 6 ] |
| 2013 | 13 de maio de 2013 | Melhor Atriz Coadjuvante | Vera Holtz                                               | Indicado  | [ 6 ] |
| 2013 | 13 de maio de 2013 | Revelação da TV          | Cacau Protásio                                           | Indicado  | [ 6 ] |
| 2013 | 13 de maio de 2013 | Revelação da TV          | Daniel Rocha Azevedo                                     | Indicado  | [ 6 ] |
| 2013 | 13 de maio de 2013 | Melhor Ator Infantil     | Bernardo Simões                                          | Indicado  | [ 6 ] |
| 2013 | 13 de maio de 2013 | Melhor Atriz Infantil    | Ana Karolina Lannes                                      | Indicado  | [ 6 ] |
| 2013 | 13 de maio de 2013 | Melhor Atriz Infantil    | Mel Maia                                                 | Venceu    | [ 6 ] |
| 2013 | 13 de maio de 2013 | Melhor Autor de Novela   | João Emanuel Carneiro                                    | Venceu    | [ 6 ] |
| 2013 | 13 de maio de 2013 | Melhor Diretor de Novela | Amora Mautner, José Luiz Villamarim e Ricardo Waddington | Venceu    | [ 6 ] |

### Prêmio de Reconhecimento CGP
O Prêmio de Reconhecimento CGP é realizado pela Rede Globo, premiando os melhores profissionais de suas produções, em categorias como Melhor Edição, Efeitos Visuais, Produção entre outros. Nesta premiação, atores e atrizes não são indicados. A trama recebeu 10 indicações e ganhou 5 prêmios.
| Ano  | Data da premiação      | Categoria                | Indicado | Resultado | Ref.  |
| ---- | ---------------------- | ------------------------ | --- | --------- | ----- |
| 2012 | 21 de dezembro de 2012 | Melhor Ação de Internet  | Ana Bueno, Bianca Kleinpaul, Luisa Rody, Natália Hartalian, Rafael Maia, Alice Erlanger, Viviane Figueiredo, Samia Mazzucco, Priscilla Massena, Filipe Lisboa, Bianca Souza, Fábio Rocha, Letícia Pantoja e Daniel Chevrand | Indicado  | [ 7 ] |
| 2012 | 21 de dezembro de 2012 | Melhor Cenografia        | Alexandre Gomes, Alexis Pabliano e Flávia Yared | Indicado  | [ 7 ] |
| 2012 | 21 de dezembro de 2012 | Melhor Edição            | Fabrício Ferreira | Venceu    | [ 7 ] |
| 2012 | 21 de dezembro de 2012 | Melhor Efeitos Especiais | Marcos Soares e Federico Farfan | Venceu    | [ 7 ] |
| 2012 | 21 de dezembro de 2012 | Melhor Efeitos Visuais   | Toni Cid e Paula Souto | Indicado  | [ 7 ] |
| 2012 | 21 de dezembro de 2012 | Melhor Fotografia        | Fred Rangel e Paulo Roberto de Souza | Venceu    | [ 7 ] |
| 2012 | 21 de dezembro de 2012 | Melhor Produção          | Flavio Nascimento e Simone Lamos | Venceu    | [ 7 ] |
| 2012 | 21 de dezembro de 2012 | Melhor Produção de Arte  | Ana Maria Magalhães e Cristina Demier | Indicado  | [ 7 ] |
| 2012 | 21 de dezembro de 2012 | Melhor Produção Musical  | Eduardo Queiroz | Indicado  | [ 7 ] |
| 2012 | 21 de dezembro de 2012 | Melhor Sonoplastia       | Nelson Zeitoune, Marcelo Arruda, Pedro Belo e Franklin Araújo | Venceu    | [ 7 ] |

### Troféu APCA
O Troféu APCA é realizado pela Associação Paulista de Críticos de Arte, premiando vários segmentos da cultura brasileira, como melhores atores e atrizes do cinema e da televisão brasileira. A novela recebeu 4 indicações e venceu todas.
| Ano  | Data da premiação   | Categoria         | Indicado              | Resultado | Ref.  |
| ---- | ------------------- | ----------------- | --------------------- | --------- | ----- |
| 2012 | 14 de março de 2013 | Prêmio da Crítica | João Emanuel Carneiro | Venceu    | [ 8 ] |
| 2012 | 14 de março de 2013 | Melhor Atriz      | Adriana Esteves       | Venceu    | [ 8 ] |
| 2012 | 14 de março de 2013 | Melhor Ator       | José de Abreu         | Venceu    | [ 8 ] |
| 2012 | 14 de março de 2013 | Melhor Autor      | João Emanuel Carneiro | Venceu    | [ 8 ] |

### Troféu Imprensa
O Troféu Imprensa é o maior e mais antigo prêmio anual dedicado a premiar os maiores destaques da televisão brasileira e música. Foi criado em 1958, pelo jornalista Plácido Manaia Nunes. Em 1970, Plácido vendeu para Silvio Santos os direitos do prêmio, que é exibido desde então pelo canal SBT. O júri é composto por dez jornalistas. A trama de João Emanuel Carneiro recebeu 5 indicações e ganhou os 3 principais prêmios; Melhor Novela, Atriz e Ator.
| Ano  | Data da premiação   | Categoria        | Indicado              | Resultado | Ref.  |
| ---- | ------------------- | ---------------- | --------------------- | --------- | ----- |
| 2013 | 24 de abril de 2013 | Melhor Novela    | João Emanuel Carneiro | Venceu    | [ 9 ] |
| 2013 | 24 de abril de 2013 | Melhor Atriz     | Adriana Esteves       | Venceu    | [ 9 ] |
| 2013 | 24 de abril de 2013 | Melhor Ator      | Cauã Reymond          | Indicado  | [ 9 ] |
| 2013 | 24 de abril de 2013 | Melhor Ator      | Murilo Benício        | Venceu    | [ 9 ] |
| 2013 | 24 de abril de 2013 | Revelação do Ano | Mel Maia              | Indicado  | [ 9 ] |

### Troféu Internet
O Troféu Internet é um prêmio anual que destaca os melhores da televisão e música brasileira. Foi criado pelo apresentador Silvio Santos em 2001. A premiação é realizada "dentro" do Troféu Imprensa, do SBT. O Troféu Internet tem as mesmas categorias do Troféu Imprensa, porém, quem escolhe os vencedores do Troféu Internet, é o público, atráves do voto online. A novela recebeu 3 indicações e ganhou todas.
| Ano  | Data da premiação   | Categoria     | Indicado              | Resultado | Ref.   |
| ---- | ------------------- | ------------- | --------------------- | --------- | ------ |
| 2013 | 24 de abril de 2013 | Melhor Novela | João Emanuel Carneiro | Venceu    | [ 10 ] |
| 2013 | 24 de abril de 2013 | Melhor Ator   | Murilo Benício        | Venceu    | [ 10 ] |
| 2013 | 24 de abril de 2013 | Melhor Atriz  | Adriana Esteves       | Venceu    | [ 10 ] |

## Prêmios digitais

### Capricho Awards
Capricho Awards é uma premiação anual de música, televisão, cinema, internet, entre outros, feita pela revista teen brasileira Capricho. A novela recebeu três indicações, mas não ganhou em nenhuma.
| Ano  | Categoria             | Indicado              | Resultado | Ref    |
| ---- | --------------------- | --------------------- | --------- | ------ |
| 2012 | Programa de TV        | João Emanuel Carneiro | Indicado  | [ 11 ] |
| 2012 | Melhor Ator Nacional  | Bruno Gissoni         | Indicado  | [ 11 ] |
| 2012 | Melhor Atriz Nacional | Ísis Valverde         | Indicado  | [ 11 ] |

### Melhores e Piores Tv Press
Os Melhores e Piores Tv Press são eleitos pelo colunitas do site Terra. A trama recebeu 3 prêmios.
| Ano  | Categoria               | Indicado                                        | Resultado | Ref    |
| ---- | ----------------------- | ----------------------------------------------- | --------- | ------ |
| 2012 | Melhor Atriz            | Adriana Esteves                                 | Venceu    | [ 12 ] |
| 2012 | Melhor Ator Coadjuvante | Marcos Caruso                                   | Venceu    | [ 12 ] |
| 2012 | Melhor Cenografia       | Alexandre Gomes, Alexis Pabliano e Flávia Yared | Venceu    | [ 12 ] |